# Hans-Jürgen Thiesen
Hans-Jürgen Thiesen (* 5. Juni 1956 in Dannewerk) ist ein deutscher Mediziner und Hochschullehrer i. R. für Immunologie an der Universität Rostock.

## Karriere
Nach dem Abitur 1975 in Schleswig studierte Thiesen von 1976 bis 1982 Humanmedizin und Informatik (Vordiplom) an der Universität Hamburg und war seit 1980 dort Doktorand im Sonderforschungsbereich Endokrinologie am Institut für Pathologie, wo er 1983 promovierte. Von 1982 bis 1985 war er Wissenschaftlicher Mitarbeiter in der Abteilung für Allergologie und Immunologie der Inneren Medizin der Urologischen Klinik, UK Eppendorf (Hamburg), darauf Stipendiat an den European Molecular Biology Laboratories (EMBL), Heidelberg. Von 1987 bis 1995 arbeitete er am Basel Institute for Immunology (1971–2000, von Hoffmann-La Roche gegründet) und habilitierte sich 1995 an der Albert-Ludwigs-Universität Freiburg.
Im Jahr 1995 wurde er kommissarischer Direktor des Instituts für Immunologie an der Universität Rostock, Ende 1997 Direktor, seit 1996 war er Professor (C4). Auf seinen Impuls hin wurde 1999 hier das erste Proteom-Zentrum in Deutschland gegründet, das aus dem BMBF-Leitprojekt „Proteom-Analyse des Menschen“ von 1999 bis 2004 mit 22,4 Mio. DM gefördert wurde. Michael Glocker erhielt die erste Professur für Proteomforschung und leitet in Deutschland seit 1999 das Proteom-Zentrum Rostock. Nach einer von der Stadt Rostock geförderten Machbarkeitsstudie wurde das Biomedizinische Forschungszentrum (BMFZ) gebaut und im Jahr 2005 eröffnet, sodass die Forschung in Rostock verstetigt wurde. 2004 wurde das Institut für Immunologie mit Unterstützung des Bildungsministers Hans-Robert Metelmann zu einem Klinisch-Theoretischen Mehrfachinstitut mit der Abteilung für Proteomforschung (Glocker) und der für Immunologie (Thiesen) unter dessen Geschäftsführung erweitert. Mit Drittmitteln wurden Forschungsprojekte gefördert:
- EU-Projekt „AUTOROME“
- E-RARE Verbundprojekt „Autoimmun-Lebererkrankungen (Epinostics)“
- MV Exzellenzförderung „Epitop-Profiling“
- BMBF BiochancePlus Projekt „Individualisierte Medizin“
- IB-BMBF Programm „Computational Biology“

Seit Oktober 2022 ist Thiesen emeritiert und leitet als CEO das Spin-off-Unternehmen Gesellschaft für Individualisierte Medizin (IndyMed) mbH, eine Ausgründung des BMBF Leitprojektes „Proteom-Analyse des Menschen“. Zusammen mit dem Institut für Immunologie erhielt die IndyMed eine Förderung durch Mecklenburg-Vorpommern für das Projekt „Entwicklung eines Peptid-Chips für die Autoimmun-Diagnostik“, das Thiesen von 2015 bis 2017 leitete. Im Mittelpunkt steht die präventive Diagnostik und Therapie polygener Volkskrankheiten durch ein kausales Verständnis der Entstehung polygener Krankheiten. Dabei werden u. a. die COVID-19-Erkrankungen untersucht. Im Jahr 2021 war Thiesen zu diesem Thema als Experte in einer Anhörung durch das parlamentarische Begleitgremium zur Covid 19-Pandemie des Deutschen Bundestags eingeladen.

## Werk
Nachdem er zuvor das Zinkfinger-Gen KOX1 am EMBL kloniert hatte, konnte Thiesen am 27. Dezember 1988 Thiesen im C2H2-Zinkfingerprotein weltweit erstmalig eine helikale Proteindomäne als Heptad-Repeat-of Leucines (Wiederholung von Leucinen, später als KRAB-Domäne bezeichnet) beschreiben.
Die Krüppel-assoziierte Box-Domäne (KRAB) ist eine Kategorie von Transkriptionsrepressionsdomänen, die in etwa 400 Transkriptionsfaktoren auf der Basis menschlicher Zinkfingerproteine (KRAB-Zinkfingerproteine) vorhanden sind. Die KRAB-Domäne besteht typischerweise aus etwa 75 Aminosäureresten. KRAB-Domänen wurden erstmals in Transkriptionsfaktoren entdeckt, die an regulatorische Regionen von Genen binden und die Expression dieser Gene kontrollieren. Die KRAB-Domäne selbst fungiert als Transkriptionsrepressor, was bedeutet, dass sie die Expression von Genen hemmt.
Die Anzahl der Publikationen in PubMed beläuft sich auf 169 (November 2023), die der Zitationen von Hans-Jürgen Thiesen in Google Scholar auf 8743 (11. November 2023).
Siehe auch (ausführlicher in enwiki, englischer Wikipedia):
- Proteindomäne
- Zinkfingerprotein
- Transkriptionsfaktor

## Publikationen (Auswahl)
- H.-J. Thiesen: Multiple genes encoding zinc finger domains are expressed in human T cells. In: New Biol 2(4). 1. April 1990, S. 363–374, abgerufen am 17. April 2024 (englisch).
- HJ Thiesen, Christian Bach: Determination of DNA binding specificities of mutated zinc finger domains. In: FEBS Letters. Band 283, Nr. 1, 20. Mai 1991, ISSN 0014-5793, S. 23–26, doi:10.1016/0014-5793(91)80545-E.
- Strukturelle und funktionelle Analysen humaner Zinkfingerproteine. Design artifizieller Transkriptionsfaktoren für den Einsatz in der Gentherapie. Habil.schrift Freiburg i. Br. 1995
- F. L. Lim, M. Soulez, D. Koczan, HJ Thiesen, J. C. Knight: A KRAB-related domain and a novel transcription repression domain in proteins encoded by SSX genes that are disrupted in human sarcomas. In: Oncogene 17 (15), 15. Oktober 1998, S. 2013–2018.
- M. F. Rousseau-Merck, D. Koczan, I. Legrand, S. Möller, S. Autran, HJ Thiesen: The KOX zinc finger genes: Genome wide mapping of 368 ZNF PAC clones with zinc finger gene clusters predominantly in 23 chromosomal loci are confirmed by human sequences annotated in EnsEMBL. In: Cytogenetic and Genome Research. Band 98, Nr. 2-3, 2002, ISSN 1424-8581, S. 147–153, doi:10.1159/000069802 (karger.com [abgerufen am 12. November 2023]).
- HJ Thiesen, F. Steinbeck, M. Maruschke, D. Koczan, B. Ziems, O. W. Hakenberg: Stratification of clear cell renal cell carcinoma (ccRCC) genomes by gene-directed copy number alteration (CNA) analysis. In: PLOS ONE. Band 12, Nr. 5, 9. Mai 2017, ISSN 1932-6203, S. e0176659, doi:10.1371/journal.pone.0176659, PMID 28486536, PMC 5423597 (freier Volltext).
- Peter Lorenz, Felix Steinbeck, Ludwig Krause, HJ Thiesen: The KRAB Domain of ZNF10 Guides the Identification of Specific Amino Acids That Transform the Ancestral KRAB-A-Related Domain Present in Human PRDM9 into a Canonical Modern KRAB-A Domain. In: International Journal of Molecular Sciences. Band 23, Nr. 3, 19. Januar 2022, ISSN 1422-0067, S. 1072, doi:10.3390/ijms23031072, PMID 35162997, PMC 8835667 (freier Volltext) – (mdpi.com [abgerufen am 17. April 2024]).
- Mitja Luštrek u. a., HJ Thiesen: Epitope Predictions Indicate the Presence of Two Distinct Types of Epitope-Antibody-Reactivities Determined by Epitope Profiling of Intravenous Immunoglobulins. In: PLoS ONE. Band 8, Nr. 11, 11. November 2013, ISSN 1932-6203, S. e78605, doi:10.1371/journal.pone.0078605, PMID 24244326, PMC 3823795 (freier Volltext).